# Cyrestis sulaensis
Cyrestis sulaensis är en fjärilsart som beskrevs av Otto Staudinger 1896. Cyrestis sulaensis ingår i släktet Cyrestis och familjen praktfjärilar. Inga underarter finns listade i Catalogue of Life.